# ناحیه بورتون (شهرستان آدامز، ایلینوی)
ناحیه بورتون، شهرستان آدامز، ایلینوی (به انگلیسی: Burton Township) یک منطقهٔ مسکونی در ایالات متحده آمریکا است که در شهرستان آدامز، ایلینوی واقع شده‌است. ناحیه بورتون ۹۰۹ نفر جمعیت دارد و ۲۱۷ متر بالاتر از سطح دریا واقع شده‌است.